# Vitalic
Паскаль-Арбе Ніколя (нар. 18 травня 1978), більш відомий як Vitalic — французький продюсер та виконавець електронної музики. На початку кар'єри послуговувався легендою, що він родом з України.

## Біографія
У 1995 році під час концерту Daft Punk у Діжоні Паскаль раптом усвідомив, чим хоче займатися. Йому було 17 років, він купив собі кілька синтезаторів Roland і почав писати. Наступного року він випустив свій перший 12-дюймовий диск під іменем Діма (Dima), цим псевдонімом досі періодично послуговується. Разом із кількома друзями створив лейбл, відомий як Citizen Records.
Славу йому приніс реліз 2001 року Poney E.P. виданий лейблом International Deejay Gigolos. Послухавшись поради свого друга The Hacker Vitalic надіслав демо-запис босу лейблу Dj Hell, який його одобрив.
Другий студійний альбом Flashmob побачив світ в 2009 році.

## Студійні альбоми
- OK Cowboy, 4 квітня 2005.
- Flashmob, 25 вересня 2009
- Rave Age, 2012
- Voyager, 2017
- Dissidænce Episode 1, 2021
- Dissidænce Episode 2, 2022

## KOMPROMAT
- Traum und Existenz, 4 квітня 2019
- PLДYING /PRДYING, 21 січня 2025